# Tim McGee (giocatore di football americano)
Timothy Dwayne Hatchett McGee (Cleveland, 7 agosto 1964) è un ex giocatore di football americano statunitense che ha militato nel ruolo di wide receiver nella National Football League (NFL).

## Carriera
Al college McGee giocò a football a Tennessee, dove stabilì i record dell'istituto per ricezioni, yard ricevute e touchdown su ricezione in carriera, venendo premiato come All-American. Fu scelto dai Cincinnati Bengals nel corso del primo giro (ventunesimo assoluto) nel Draft NFL 1986. Nelle otto stagioni con la squadra diede un valido contributo. Nella sua annata da rookie guidò la NFL in yard su ritorno di kickoff (1.007). Nel 1988 ricevette 36 passaggi per 686 yard e 6 touchdown, contribuendo a fare terminare i Bengals con un record di 12–4, qualificandosi per il Super Bowl XXIII, dove furono battuti dai San Francisco 49ers.  In quella partita McGee ricevette 2 passaggi per 23 yard, inclusa una ricezione chiave da 18 yard che diede il via alla prima marcatura di Cincinnati.
Nel 1989 McGee ebbe la sua miglior stagione da professionista, ricevendo 65 passaggi per 1.211 yard e 8 touchdowns. Continuò a giocare per i Bengals fino al 1993, quando si unì ai Washington Redskins per una stagione. Fece ritorno a Cincinnati nel 1994 e si ritirò dopo la stagione 1995.

## Palmarès
- National Football Conference Championship: 1

Cincinnati Bengals: 1988